# Città verde/Alla fine della strada
Città verde/Alla fine della strada è un singolo di Orietta Berti pubblicato nel 1971 dalla casa discografica Polydor.

## Descrizione
Città verde è un pezzo di Mogol e Colonnello, il brano arriva alla finalissima di Canzonissima 1971. 
Il testo narra con molta delicatezza le vicende di una ragazza alle prese con un rapporto clandestino.
Il retro del disco Alla fine della strada è stato inciso per la prima volta da Junior Magli e dai Casuals, che lo cantarono Festival di Sanremo 1969. Alla fine della strada Orietta la presenterà a Canzonissima 1971 in una sua versione.

## Tracce
1. Città verde
2. Alla fine della strada